# Општина Пурисима дел Ринкон (Гванахуато)
Пурисима дел Ринкон (шп. Purísima del Rincón) општина је у Мексику у савезној држави Гванахуато. Општина се налази на надморској висини од 1767 м.

## Становништво
Према подацима из 2010. у општини је живело 68795 становника.

### Хронологија
| Година       | 2000                  | 2005                  | 2010                  |
| ------------ | --------------------- | --------------------- | --------------------- |
| Становништво | 44778 (21788 / 22990) | 55910 (26927 / 28983) | 68795 (33782 / 35013) |

### Попис
| \| \| м \| \| \| ж \| \| 0—2 \| 2.405 \| \| \| 2.347 \| \| 3—5 \| 2.409 \| \| \| 2.387 \| \| 6—11 \| 4.979 \| \| \| 4.714 \| \| 12—14 \| 2.278 \| \| \| 2.286 \| \| 15—17 \| 2.243 \| \| \| 2.203 \| \| 18—24 \| 4.507 \| \| \| 4.791 \| \| 60+ \| 2.108 \| \| \| 2.240 \| \| Просек : \| 26,1 \| \| \| 26,9 \| |       |  |  |       |
| |       |  |  |       |
| | м     |  |  | ж     |
| 0—2 | 2.405 |  |  | 2.347 |
| 3—5 | 2.409 |  |  | 2.387 |
| 6—11 | 4.979 |  |  | 4.714 |
| 12—14 | 2.278 |  |  | 2.286 |
| 15—17 | 2.243 |  |  | 2.203 |
| 18—24 | 4.507 |  |  | 4.791 |
| 60+ | 2.108 |  |  | 2.240 |
| Просек : | 26,1  |  |  | 26,9  |

| #   | Индикатор                                                                                        | Вредност |
| --- | ------------------------------------------------------------------------------------------------ | -------- |
| 1   | Становништво од 0 до 2 године                                                                    | 4752     |
| 2   | Мушко становништво од 0 до 2 године                                                              | 2405     |
| 3   | Женско становништво од 0 до 2 године                                                             | 2347     |
| 4   | Становништво са 3 и више година                                                                  | 63856    |
| 5   | Мушко становништво са 3 и више година                                                            | 31283    |
| 6   | Женско становништво са 3 и више година                                                           | 32573    |
| 7   | Становништво са 5 и више година                                                                  | 60715    |
| 8   | Мушко становништво са 5 и више година                                                            | 29686    |
| 9   | Женско становништво са 5 и више година                                                           | 31029    |
| 10  | Становништво са 12 и више година                                                                 | 49367    |
| 11  | Мушко становништво са 12 и више година                                                           | 23895    |
| 12  | Женско становништво са 12 и више година                                                          | 25472    |
| 13  | Становништво са 15 и више година                                                                 | 44803    |
| 14  | Мушко становништво са 15 и више година                                                           | 21617    |
| 15  | Женско становништво са 15 и више година                                                          | 23186    |
| 16  | Становништво са 18 и више година                                                                 | 40357    |
| 17  | Мушко становништво са 18 и више година                                                           | 19374    |
| 18  | Женско становништво са 18 и више година                                                          | 20983    |
| 19  | Становништво од 3 до 5 година                                                                    | 4796     |
| 20  | Мушко становништво од 3 до 5 година                                                              | 2409     |
| 21  | Женско становништво од 3 до 5 година                                                             | 2387     |
| 22  | Становништво од 6 до 11 година                                                                   | 9693     |
| 23  | Мушко становништво од 6 до 11 година                                                             | 4979     |
| 24  | Женско становништво од 6 до 11 година                                                            | 4714     |
| 25  | Становништво од 8 до 14 година                                                                   | 11079    |
| 26  | Мушко становништво од 8 до 14 година                                                             | 5615     |
| 27  | Женско становништво од 8 до 14 година                                                            | 5464     |
| 28  | Становништво од 12 до 14 година                                                                  | 4564     |
| 29  | Мушко становништво од 12 до 14 година                                                            | 2278     |
| 30  | Женско становништво од 12 до 14 година                                                           | 2286     |
| 31  | Становништво од 15 до 17 година                                                                  | 4446     |
| 32  | Мушко становништво од 15 до 17 година                                                            | 2243     |
| 33  | Женско становништво од 15 до 17 година                                                           | 2203     |
| 34  | Становништво од 18 до 24 године                                                                  | 9298     |
| 35  | Мушко становништво од 18 до 24 године                                                            | 4507     |
| 36  | Женско становништво од 18 до 24 године                                                           | 4791     |
| 37  | Женско становништво од 15 до 49 година                                                           | 18881    |
| 38  | Становништво са 60 и више година                                                                 | 4348     |
| 39  | Мушко становништво са 60 и више година                                                           | 2108     |
| 40  | Женско становништво са 60 и више година                                                          | 2240     |
| 41  | Однос између мушкараца и жена                                                                    | 96.48    |
| 42  | Становништво од нуле до 14 година                                                                | 23805    |
| 43  | Становништво од 15 до 64 године                                                                  | 41801    |
| 44  | Становништво од 65 година и више                                                                 | 3002     |
| 45  | Просечан број деце                                                                               | 2.56     |
| 46  | Становништво рођено у ентитету                                                                   | 60299    |
| 47  | Мушко становништво рођено у ентитету                                                             | 29727    |
| 48  | Женско становништво рођено у ентитету                                                            | 30572    |
| 49  | Становништво рођено у другом ентитету                                                            | 7590     |
| 50  | Мушко становништво рођено у другом ентитету                                                      | 3603     |
| 51  | Женско становништво рођено у другом ентитету                                                     | 3987     |
| 52  | Становништво од 5 година и више резидентно у ентитету у јуну 2005. године                        | 58259    |
| 53  | Мушко становништво старосног доба од 5 година и више, резидентно у ентитету у јуну 2005. године  | 28233    |
| 54  | Женско становништво старосног доба од 5 и више година, резидентно у ентитету у јуну 2005. године | 30026    |
| 55  | Становништво од 5 година и више које је живело у другом ентитету у јуну 2005. године             | 1079     |
| 56  | Мушко становништво старије од 5 година које је живело у другом ентитету у јуну 2005. године      | 506      |
| 57  | Женско становништво старије од 5 година које је живело у другом ентитету у јуну 2005. године     | 573      |
| 58  | Становништво од 3 године и више које говори аутохтони језик                                      | 140      |
| 59  | Мушко становништво старо 3 године и више које говори аутохтони језик                             | 83       |
| 60  | Женско становништво старо 3 године и више које говори аутохтони језик                            | 57       |
| 61  | Становништво од 3 године и више које говори аутохтони језик и не говори шпански језик            | 2        |
| 62  | Мушко становништво старо 3 године и више које говори аутохтони језик и не говори шпански         | 1        |
| 63  | Женско становништво старо 3 године и више које говори аутохтони језик и не говори шпански језик  | 1        |
| 64  | Становништво старо 3 године и више које говори аутохтони језик и шпански                         | 85       |
| 65  | Мушко становништво старо 3 године и више које говори аутохтони језик и шпански                   | 50       |
| 66  | Женско становништво старо 3 године и више које говори аутохтони језик и шпански                  | 35       |
| 67  | Становништво од 5 година и више које говори аутохтони језик                                      | 136      |
| 68  | Становништво од 5 година и више које говори аутохтони језик и не говори шпански језик            | 1        |
| 69  | Становништво од 5 година и више које говори аутохтони језик и говори шпански језик               | 83       |
| 70  | Становништво у домородачким домаћинствима                                                        | 318      |
| 71  | Становништво са ограничењима у активностима                                                      | 2990     |
| 72  | Становништво са ограниченим ходањем или кретањем, горе или доле                                  | 1622     |
| 73  | Становници са ограничењима вида, чак и уз кориштење сочива                                       | 748      |
| 74  | Становништво са ограничењима говора, комуникације или конверзације                               | 278      |
| 75  | Становништво са ограниченим слухом                                                               | 293      |
| 76  | Становништво са ограничењима при одевању, купању или јелу                                        | 138      |
| 77  | Становништво са ограничењима у опажању или учењу једноставних ствари                             | 195      |
| 78  | Становништво са менталним ограничењима                                                           | 328      |
| 79  | Становништво без ограничења активности                                                           | 65438    |
| 80  | Становништво од 3 до 5 година које не похађа школу                                               | 2414     |
| 81  | Мушко становништво од 3 до 5 година које не похађа школу                                         | 1239     |
| 82  | Женско становништво од 3 до 5 година које не похађа школу                                        | 1175     |
| 83  | Становништво од 6 до 11 година које не похађа школу                                              | 285      |
| 84  | Мушко становништво од 6 до 11 година које не похађа школу                                        | 151      |
| 85  | Женско становништво од 6 до 11 година које не похађа школу                                       | 134      |
| 86  | Становништво од 12 до 14 година које не похађа школу                                             | 854      |
| 87  | Мушко становништво од 12 до 14 година које не похађа школу                                       | 452      |
| 88  | Женско становништво од 12 до 14 година које не похађа школу                                      | 402      |
| 89  | Становништво од 15 до 17 година похађа школу                                                     | 1923     |
| 90  | Мушко становништво од 15 до 17 година похађа школу                                               | 883      |
| 91  | Женско становништво између 15 и 17 година живота у школи                                         | 1040     |
| 92  | Становништво од 18 до 24 године похађа школу                                                     | 1014     |
| 93  | Мушко становништво од 18 до 24 године похађа школу                                               | 454      |
| 94  | Женско становништво од 18 до 24 године похађа школу                                              | 560      |
| 95  | Становништво од 8 до 14 година које не може да чита и пише                                       | 409      |
| 96  | Мушко становништво старосног доба од 8 до 14 година које не може да чита и пише                  | 245      |
| 97  | Женско становништво старосног доби од 8 до 14 година које не може да чита и пише                 | 164      |
| 98  | Становништво од 15 година и више које је неписмено                                               | 3126     |
| 99  | Мушко становништво од 15 година и више које је неписмено                                         | 1264     |
| 100 | Женско становништво од 15 година и више које је неписмено                                        | 1862     |
| 101 | Становништво старо 15 и више година без школовања                                                | 3499     |
| 102 | Мушко становништво старо 15 и више година без школовања                                          | 1563     |
| 103 | Женско становништво старо 15 и више година без школовања                                         | 1936     |
| 104 | Становништво старосног доба 15 и више година са непотпуним основним образовањем                  | 9100     |
| 105 | Мушко становништво старосног доба од 15 година и више са непотпуном основним образовањем         | 4391     |
| 106 | Женско становништво старосног доба 15 и више година са непотпуном основним образовањем           | 4709     |
| 107 | Становништво старо 15 и више година са комплетним основним образовањем                           | 14499    |
| 108 | Мушко становништво старо 15 година и више са комплетним основним образовањем                     | 7020     |
| 109 | Женско становништво старо 15 и више година са комплетним основним образовањем                    | 7479     |
| 110 | Становништво старосног доба 15 и више година са непотпуним средњим образовањем                   | 3080     |
| 111 | Мушко становништво старосног доба од 15 година и више са непотпуним средњим образовањем          | 1753     |
| 112 | Женско становништво старосног доба од 15 година и више са непотпуним средњим образовањем         | 1327     |
| 113 | Становништво старо 15 и више година са пуним секундарном образовањем                             | 8066     |
| 114 | Мушко становништво старосног доба од 15 година и више са пуним секундарном образовањем           | 3804     |
| 115 | Женско становништво старосног доба од 15 година и више са пуним секундарном образовањем          | 4262     |
| 116 | Становништво старије од 18 година са постосновним образовањем                                    | 5621     |
| 117 | Мушко становништво старије од 18 година са постосновним образовањем                              | 2696     |
| 118 | Женско становништво старије од 18 година са постосновним образовањем                             | 2925     |
| 119 | Просечна оцена школовања                                                                         | 6.55     |
| 120 | Просечан ниво образовања мушке популације                                                        | 6.59     |
| 121 | Просечан ниво образовања женског становништва                                                    | 6.51     |
| 122 | Економски активно становништво                                                                   | 28711    |
| 123 | Економски активна мушка популација                                                               | 19095    |
| 124 | Економски активна женска популација                                                              | 9616     |
| 125 | Становништво које није економски активно                                                         | 20461    |
| 126 | Мушко становништво које није економски активно                                                   | 4676     |
| 127 | Женско становништво које није економски активно                                                  | 15785    |
| 128 | Запослено становништво                                                                           | 28233    |
| 129 | Запослено мушко становништво                                                                     | 18691    |
| 130 | Запослено женско становништво                                                                    | 9542     |
| 131 | Незапослена популација                                                                           | 478      |
| 132 | Незапослена мушка популација                                                                     | 404      |
| 133 | Незапослена женска популација                                                                    | 74       |
| 134 | Становништво без права на здравствене услуге                                                     | 18974    |
| 135 | Становништво које има право на здравствене услуге                                                | 49590    |
| 136 | Становништво које има право на ИМСС                                                              | 20224    |
| 137 | Становништво које има право на социјално осигурање                                               | 1138     |
| 138 | Становништво које има право на државно социјално осигурање                                       | 81       |
| 139 | Становништво које има право на опште осигурање или здравствено осигурање за нову генерацију      | 27866    |
| 140 | Становништво које је било једном или није било у браку током 12 година и више                    | 17979    |
| 141 | Венчано или уједињено становништво од 12 година и више                                           | 28310    |
| 142 | Становништво које је било у браку или уједињено 12 година и више                                 | 3010     |
| 143 | Становништво са католичком религијом                                                             | 64560    |
| 144 | Протестанти, еванђелисти и библијски следбеници различити од еванђелиста                         | 2653     |
| 145 | Становништво са другим религијама различитим од претходних                                       | 18       |
| 146 | Становништво без религије                                                                        | 726      |
| 147 | Укупно пописаних домаћинства                                                                     | 15100    |
| 148 | Пописна домаћинства на челу са мушкарцима                                                        | 12128    |
| 149 | Пописна домаћинства на челу са женама                                                            | 2972     |
| 150 | Становништво у пописним домаћинствима                                                            | 68630    |
| 151 | Становништво у пописним домаћинствима на челу са мушкарцима                                      | 56403    |
| 152 | Становништво у пописним домаћинствима на челу са женама                                          | 12227    |
| 153 | Укупно домаћинстава                                                                              | 19390    |
| 154 | Укупно насељених домаћинстава                                                                    | 15155    |
| 155 | Укупно приватних кућа                                                                            | 19335    |
| 156 | Насељени приватни домови                                                                         | 15100    |
| 157 | Укупно насељених приватних кућа                                                                  | 15155    |
| 158 | Ненасељене приватне куће                                                                         | 3617     |
| 159 | Појединачна домаћинства за привремену употребу                                                   | 618      |
| 160 | Становници у насељеним приватним кућама                                                          | 68630    |
| 161 | Насељеност станара у приватним становима                                                         | 4.55     |
| 162 | Просечно становника по соби у приватним насељеним домаћинствима                                  | 1.23     |
| 163 | Појединачна домаћинства са подовима од различитих материјала од земље                            | 14667    |
| 164 | Појединачна домаћинства у приземљу                                                               | 389      |
| 165 | Појединачна домаћинства са једном спаваћом собом                                                 | 4918     |
| 166 | Појединачна домаћинства са две спаваће собе и више                                               | 10136    |
| 167 | Појединачна домаћинства са једним собом                                                          | 561      |
| 168 | Појединачна домаћинства са две собе                                                              | 2415     |
| 169 | Појединачна домаћинства са 3 собе и више                                                         | 12048    |
| 170 | Појединачна домаћинства која имају електрично светло                                             | 14875    |
| 171 | Појединачна домаћинства која немају електрично светло                                            | 187      |
| 172 | Појединачна домаћинства која имају водоводну воду у стамбеном простору                           | 14441    |
| 173 | Појединачна домаћинства која немају водоводну воду у стамбеном простору                          | 613      |
| 174 | Појединачна домаћинства која имају тоалет                                                        | 14573    |
| 175 | Појединачна домаћинства која имају канализацију                                                  | 14142    |
| 176 | Појединачна домаћинства која немају канализацију                                                 | 873      |
| 177 | Појединачна домаћинства која имају електрично светло, довод воде из јавне мреже и канализацију   | 13657    |
| 178 | Појединачна домаћинства без икаквих услова                                                       | 115      |
| 179 | Појединачна домаћинства која имају радио                                                         | 12194    |
| 180 | Појединачна домаћинства која имају телевизор                                                     | 14544    |
| 181 | Појединачна домаћинства која имају фрижидер                                                      | 13231    |
| 182 | Појединачна домаћинства која имају машину за веш                                                 | 12131    |
| 183 | Појединачна домаћинства која имају аутомобил или комби                                           | 7341     |
| 184 | Појединачна домаћинства која имају рачунар                                                       | 2027     |
| 185 | Појединачна домаћинства која имају фиксну телефонску линију                                      | 4806     |
| 186 | Појединачна домаћинства која имају мобилни телефон                                               | 9163     |
| 187 | Појединачна домаћинства која имају приступ интернету                                             | 1083     |